# Los Polvorines
Los Polvorines est une localité argentine située dans le partido de Malvinas Argentinas, dans la province de Buenos Aires.

## Toponymie
Par le décret no 4520, le Pouvoir exécutif national a ordonné, le 17 décembre 1908, l'implantation de la gare de Los Polvorines, dont le nom dérive du Polvorín Sargento Cabral, que l'armée argentine a établi dans ses environs et qui a pris le nom du Polvorín Sargento Cabral.

## Transports
La ville possède une gare ferroviaire, Los Polvorines, appartenant au chemin de fer Belgrano. Il permet de rejoindre la ville de Buenos Aires et le quartier de Pilar.

## Sports
Los Polvorines possède également un stade appelé Estadio Malvinas Argentinas qui appartient au Club Atletico San Miguel, bien que le club soit en fait originaire de la ville de San Miguel et ait son siège dans la même localité. D'une capacité de 6 800 spectateurs, il a été inauguré en 1978 par un match amical contre le Deportivo Italiano, qu'il a battu aux tirs au but. Elle abrite également le siège de la Sociedad Alemana de Gimnasia (SAG), où sont pratiqués des sports tels que le hockey et le handball. Parmi les journalistes sportifs, les plus importants sont Teodoro Giménez, Carlos Ponce, Juan Carlutti, Carlos Pogonza, Hugo Luna, Alberto Quinteros, Mario Maidana, Daniel Greschel, Daniel Olguín, Ariel López et Matías Luz. Lorsque le partido de General Sarmiento est divisé en San Miguel, José C. Paz et Malvinas Argentinas, le Cercle des journalistes sportifs est formé dans ce dernier partido et Juan Carlutti est nommé président à l'unanimité.

## Événements
Parmi les principales attractions de Los Polvorines, on trouve le Predio municipal, situé à Baroni et la voie ferrée de Belgrano Norte. C'est là que se déroulent les événements les plus importants de la fête.